# All Hearts Tour
A The All Hearts Tour foi uma turnê em parceria da cantora americana de R&B Kelis com a cantora sueca de pop Robyn em suporte aos álbuns Flesh Tone e Body Talk Pt.1, respectivamente. O anúncio da turnê foi feito pelo Twitter em forma de conversa entre as duas.

## Background
Em 20 de Maio de 2010, Kelis e Robyn estavam conversando pelo Twitter e Kelis perguntou se Robys não gostaria de “arrasar em uma turnê junto com ela. Eventualmente, durante os twits, o nome da turnê foi decidida “All Hearts Tour”. Em uma entrevista ao The Huffington Post, Kelis explicou o nome da turnê dizendo "'All Hearts é como quando você diz que alguem tem um coração corajoso...  é uma força e a pessoa ama isso, e você tem coragem. Você não tem medo de ser quem você é, no que você acredita e se sente confortavel com isso. Sobre Robyn ela disse “Honestamente, eu amo o CD dela e acho que que ela precisa de uma turnê e eu preciso sair em turnê e nós conversamos sobre isso. Foi algo natural”. Quando entrevistada, Robyn explicou o significado do nome da turnê para ela, "Para mim, significa tudo, amor e todos estão convidados.

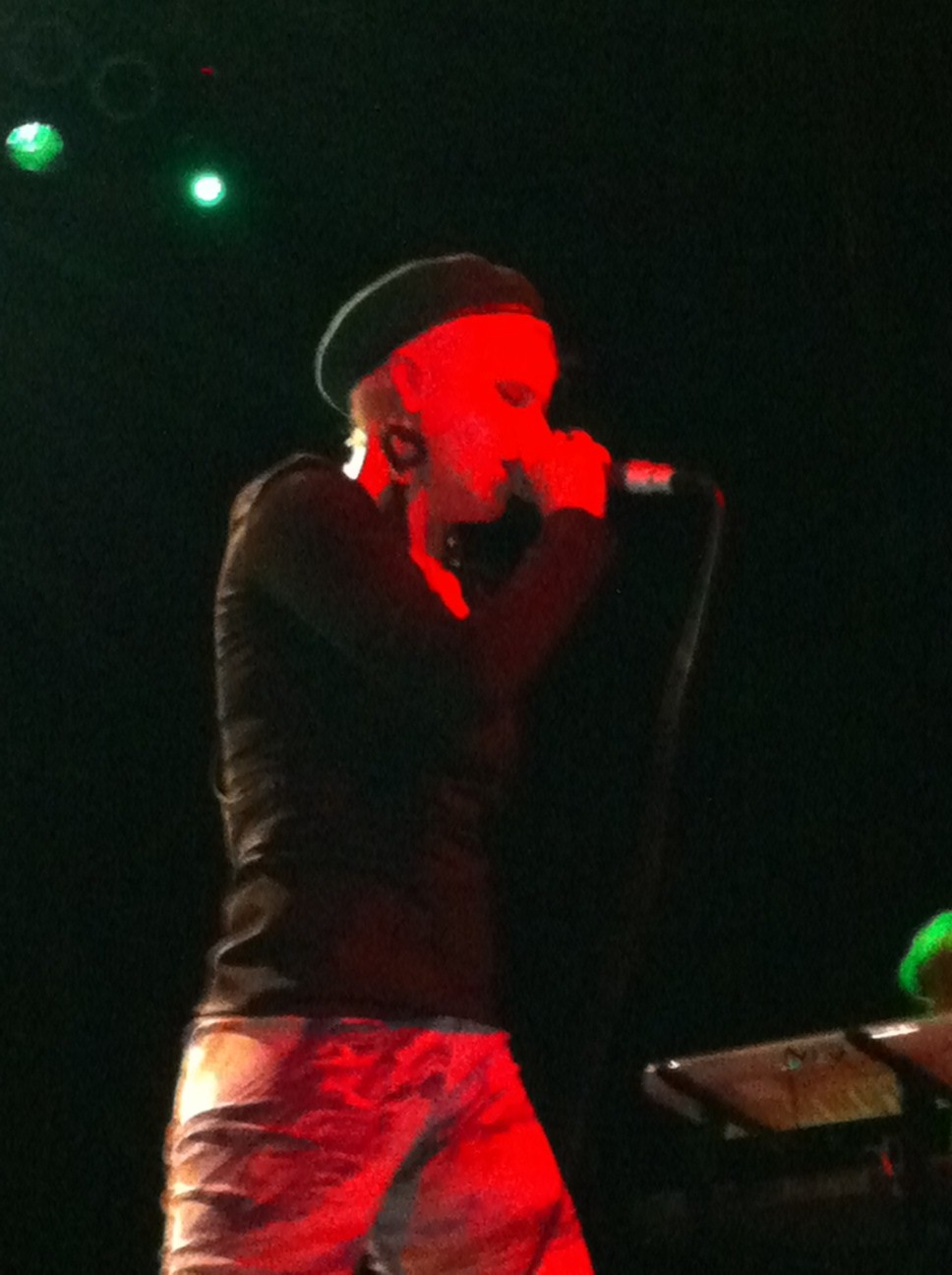
Robyn cantando na House of Blues em Boston.

Em uma entrevista para a Rolling Stone, quarto dias antes da turnê começar, Kelis revelou que ela ainda não tinha decidido o que colocar na sua setlist. Ela disse “Faço isso já faz um tempo. Nãoéalgo para se fazer com o cérebro, mas sim com o coração. Ela revelou ainda que irá incluir “algo com mais batida” para seu hit "Milkshake." Robyn se focou mais nos arranjos focused more on arrangements do que na produção do palco. Ela ensaiou em Estocolmo, Suiça com dois bateristas e 2 tecladistas, e disse “vai ser só eu e eles. É realmente simples” e disse ainda que poderia cantar novas músicas de seu novo cd, Body Talk Pt. 2.

### Concurso
Em 2 de Julho de 2010 a Interscope Records e Creative Allies lançaram um concurso entre os fãs para crier um poster para a All Hearts Tour. Participantes tinham até 15 de Julho de 2010 para mandar seus posters. Em 4 de Agosto de 2010, a Interscope revealou os três finalistas. Um dia mais tarde, o vencedor foi revelado.

## Vendas
- O show de 5 de Agosto no Webster Hall se esgotou dentro de uma semana depois do anúncio e um show extra foi marcado para o dia 4 de Agosto.[10]

- Os shows em The Music Box, 9:30 Club e Music Hall de Williamsburg também se esgotaram.[11][12][13]

- O show de 24 de Julho no Mezzanine em San Francisco ficou esgotado e um show no dia 25 de Julho no Mezzanine foi adicionado.[14][15]

- A turnê ficou em 19º lugar de acordo com o Spin.com, na lista das “25 Turnês Mais Vistas do Verão”.[16]

## Setlist
'
1. "Intro"
2. "Fembot"
3. "Cry When You Get Older"
4. "Cobrastyle"
5. "Dancing on My Own"
6. "Who's That Girl"
7. "Hang with Me (Acoustic Version)"
8. "Dancehall Queen"
9. "None of Dem"
10. "The Girl and the Robot"
11. "Don't Fucking Tell Me What to Do"
12. "Be Mine"
13. "Show Me Love"
14. "Dream On"
15. "With Every Heartbeat"

- Nota: Konichiwa Bitches e Handle Me foi tocada em alguns lugares depois de Be Mine.

'
1. "Intro"
2. "22nd Century"
3. "Millionare"
4. "Kaleidoscope Medley"
5. "No Security" (Selected dates only)
6. "Bossy"
7. " Medley" (Alguns shows apenas)
8. "Emancipate"
9. "Home"
10. "Spaceship" (Alguns shows apenas)
11. "Scream"
12. "Brave"
13. "Trick Me"
14. "Milkshake" (Contém elementos de "Holiday"
15. "4th of July (Fireworks)"
16. "Lil' Star"
17. "Song for the Baby"
18. "Acapella"
19. "I Gotta Feeling" selected dates only

## Datas
| Data             | Cidade         | País           | Local                      |
| ---------------- | -------------- | -------------- | -------------------------- |
| América do Norte |                |                |                            |
| Jul 23, 2010     | Los Angeles    | Estados Unidos | The Music Box              |
| Julho 24, 2010   | San Francisco  | Estados Unidos | Mezzanine                  |
| Julho 25, 2010   | San Francisco  | Estados Unidos | Mezzanine                  |
| Julho 27, 2010   | Boston         | Estados Unidos | House of Blues             |
| Julho 28, 2010   | Williamsburg   | Estados Unidos | Williamsburg Hall of Music |
| Agosto 2, 2010   | Washington, DC | Estados Unidos | 9:30 Club                  |
| Agosto 3, 2010   | Philadelphia   | Estados Unidos | Trocadero Theatre          |
| Agosto 4, 2010   | New York City  | Estados Unidos | Webster Hall               |
| Agosto 5, 2010   | New York City  | Estados Unidos | Webster Hall               |